# بوب فيتزجيرالد (كرة سلة)
بوب فيتزجيرالد (بالإنجليزية: Bob Fitzgerald)‏ مواليد 14 مارس 1923 - الوفاة 23 يوليو 1983، كان لاعب كرة سلة أمريكي. بدأ مسيرته الاحترافية في سنة 1945. بلغ طوله 6 قدم 5 بوصة (2.0 م). اعتزل اللعب في 1949.

## المسيرة الاحترافية
لعب مع سكرامنتو كينغز في موسم 1945–1946، ثم لعب مع نيويورك نيكس في موسم 1946–47، ثم لعب مع فيلادلفيا سفنتي سيكسرز في موسم 1947–1948، ثم لعب مع سكرامنتو كينغز في موسم 1948–49.

## روابط خارجية
- بوب فيتزجيرالد على موقع إن بي أي (الإنجليزية)
- بوب فيتزجيرالد على موقع سبورتس رفرنس (الإنجليزية)
- بوب فيتزجيرالد على موقع ريلجم (الإنجليزية)
- بوب فيتزجيرالد على موقع بروبوليرز (الإنجليزية)
- بوب فيتزجيرالد على موقع سبورتس رفرنس (الإنجليزية)